# Barylypa siccata
Barylypa siccata là một loài tò vò trong họ Ichneumonidae.